# Bockfließ
Bockfließ (früher auch Bockflüss) ist eine Marktgemeinde mit 1288 Einwohnern (Stand 1. Jänner 2025) im Bezirk Mistelbach in Niederösterreich.

## Geografie
Bockfließ liegt im Weinviertel in Niederösterreich. Im Süden wird das Gemeindegebiet vom Althofer Wald nahe der Nordbahn begrenzt. Daran schließen sich nach Norden ausgedehnte Felder des Marchfeldes in einer Höhe von rund 170 Meter über dem Meer an. Nördlich des Ortes Bockfließ steigt das Land zum Bockberg auf 250 Meter Höhe an.
Die Fläche der Marktgemeinde umfasst 22,87 Quadratkilometer. Davon sind 63 Prozent landwirtschaftliche Nutzfläche, 5 Prozent sind Weingärten und 21 Prozent Wald.

### Gemeindegliederung
Die Gemeinde Bockfließ gliedert sich in die Katastralgemeinden Bockfließ und Wendlingerhof.

### Nachbargemeinden
|                | Wolkersdorf                                 | Auersthal |
| Großengersdorf | Kompassrose, die auf Nachbargemeinden zeigt |           |
| Deutschwagram  |                                             | Strasshof |

## Geschichte
Im Jahr 1168 erfolgte die erste urkundliche Nennung, und zwar in Verbindung mit seinen Besitzern als „Pochvlise“. Marktrecht hat der Ort seit dem Jahre 1362.
Die Pfarrgedenkbücher Bockfließ I und II überliefern mehrere Brände im Bockfließ des 17. Jahrhunderts:
- 1635: großer Brand, entstanden im Hause des kaiserlichen Grundrichters Wochinger durch einquartierte Soldaten, auch der Pfarrhof verbrannt, der Pfarrer konnte sich nur im Hemd retten
- 1646: im April wieder der Markt größtenteils abgebrannt
- 1681: 14 Häuser verbrannt
- 29. Dezember 1682: der Pfarrhof und ein Großteil des Ortes (65 Häuser und das Kirchendach) verbrannt, die Glocken zerschmolzen
- 1693: Feuersbrunst
- 6. Juli 1697: Markt geplündert, ein Teil abgebrannt

In den Stenographischen Protokollen des niederösterreichischen Landtages (Wien 1874) heißt es auf S. 11:
Bockfließ, Gemeinde; Petition der Gemeinde Bockfließ um Bewilligung einer Subvention zur Robot=Reluitionssumme per 15.148 fl. 70 kr. österr. Währ. beim Neubaue der eingestürzten Pfarrkirche zu Bockfließ.
Ueberweisung an den Finanzausschuß. S. 24.
Bericht desselben und Beschlußfassung. S. 81.

### Zum Ausklang des 19. Jahrhunderts
Bockfließ zählte 1879 insgesamt 281 Häuser mit 1540 Einwohnern. Im Jahre 1890 waren es bereits 318 Häuser mit 1720 Einwohnern (darunter 326 Schulkinder).
Im Jahre 1866 war das preußische Rüstner-Regiment Nr. 64 mit 2000 Mann in Bockfließ einquartiert.
Von 1872 bis zu seiner Pensionierung im Jahre 1894 wirkte als Oberlehrer in Bockfließ Josef Rabenlehner. Ihm folgte von 1894 bis 1911 Johann Fiedler, der zuvor als Oberlehrer in Gr. Ebersdorf angestellt gewesen war.
Bürgermeister war ab 1879 Josef Schmid, Bockfließ Nr. 30, gefolgt (ab 1882) von Franz Fürhacker, Bockfließ Nr. 129, (ab 1885) Georg Rötzer, Bockfließ Nr. 99, (ab 1888) Heinrich Bauer, Bockfließ Nr. 40, und (1891–1900) Martin Gössinger, Bockfließ Nr. 33.
Die Bockfließer Freiwillige Feuerwehr wurde 1880 gegründet. Ihre Statuten wurden am 5. Dezember 1880 genehmigt.

### 20. Jahrhundert
Laut Adressbuch von Österreich waren im Jahr 1938 in der Marktgemeinde Bockfließ ein Arzt, drei Bäcker, das Bauunternehmen Universale Redlich & Berger, drei Binder, ein Brunnenbauer, zwei Drechsler, zwei Eisenwarenhändler, ein Elektrotechniker, zwei Fleischer, zwei Friseure, drei Fuhrwerker, fünf Gastwirte, sieben Gemischtwarenhändler, ein Gerber, eine Hebamme, ein Holzhändler, ein Hutmacher, ein Landesproduktehändler, ein Lederhändler, zwei Leichenbestatter, fünf Marktfahrer, drei Maurermeister, ein Obst- und Gemüsehändler, ein Rohproduktehändler, ein Sattler, zwei Schlosser, zwei Schmiede, drei Schneider und drei Schneiderinnen, ein Schnittwarenhändler, sechs Schuster, ein Sodawassererzeuger, ein Spengler, drei Trafikanten, vier Tischler, ein Uhrmacher, zwei Viktualienhändler, ein Wagner, zwei Wäschehändler, zwei Weinhändler, fünf Weinsensale, ein Zimmermeister, zwei Zuckerwarenhändler und mehrere Landwirte ansässig. Zudem gab es ein Elektrizitätswerk, ein Kino, eine Mühle und eine Sparkasse.
In den letzten Tagen des Zweiten Weltkriegs wurde Bockfließ zum Schauplatz von Kampfhandlungen zwischen der Wehrmacht und der Roten Armee. Von 11. auf den 12. April 1945 stand der Ort unter heftigem Artilleriebeschuss, wobei vier Zivilisten ums Leben kamen und 28 Gebäude zerstört wurden. Gegen Ende des Zweiten Weltkrieges wurden zwischen Juni 1944 und April 1945 ungarische Juden als Zwangsarbeiter für landwirtschaftliche Tätigkeiten und für Kanalisierungsarbeiten herangezogen.

### 21. Jahrhundert
Am 13. Dezember 2018 kam es auf Schloss Bockfließ zu einer Bluttat, bei der drei Menschen den Tod fanden. Darunter ist die 87-jährige Margherita Cassis-Faraone Goëss, aus Terzo di Aquileia in der Provinz Udine, eines der Gründungsmitgliedern der Stiftung des Theaters Verdi von Triest sowie ihr Ehemann Ulrich Goëss.

### Einwohnerentwicklung
| Bockfließ: Einwohnerzahlen von 1869 bis 2025        | Bockfließ: Einwohnerzahlen von 1869 bis 2025 | Bockfließ: Einwohnerzahlen von 1869 bis 2025 | Bockfließ: Einwohnerzahlen von 1869 bis 2025 | Bockfließ: Einwohnerzahlen von 1869 bis 2025 |
| --------------------------------------------------- | -------------------------------------------- | -------------------------------------------- | -------------------------------------------- | -------------------------------------------- |
| Jahr                                                |                                              |                                              |                                              | Einwohner                                    |
| 1869                                                | 1869                                         |                                              | 1.540                                        | 1.540                                        |
| 1880                                                | 1880                                         |                                              | 1.651                                        | 1.651                                        |
| 1890                                                | 1890                                         |                                              | 1.720                                        | 1.720                                        |
| 1900                                                | 1900                                         |                                              | 1.789                                        | 1.789                                        |
| 1910                                                | 1910                                         |                                              | 1.855                                        | 1.855                                        |
| 1923                                                | 1923                                         |                                              | 1.785                                        | 1.785                                        |
| 1934                                                | 1934                                         |                                              | 1.801                                        | 1.801                                        |
| 1939                                                | 1939                                         |                                              | 1.695                                        | 1.695                                        |
| 1951                                                | 1951                                         |                                              | 1.493                                        | 1.493                                        |
| 1961                                                | 1961                                         |                                              | 1.312                                        | 1.312                                        |
| 1971                                                | 1971                                         |                                              | 1.199                                        | 1.199                                        |
| 1981                                                | 1981                                         |                                              | 1.105                                        | 1.105                                        |
| 1991                                                | 1991                                         |                                              | 1.245                                        | 1.245                                        |
| 2001                                                | 2001                                         |                                              | 1.264                                        | 1.264                                        |
| 2011                                                | 2011                                         |                                              | 1.335                                        | 1.335                                        |
| 2021                                                | 2021                                         |                                              | 1.323                                        | 1.323                                        |
| 2025                                                | 2025                                         |                                              | 1.288                                        | 1.288                                        |
| Quelle(n): Statistik Austria, Gebietsstand 1.1.2021 |                                              |                                              |                                              |                                              |

## Kultur und Sehenswürdigkeiten

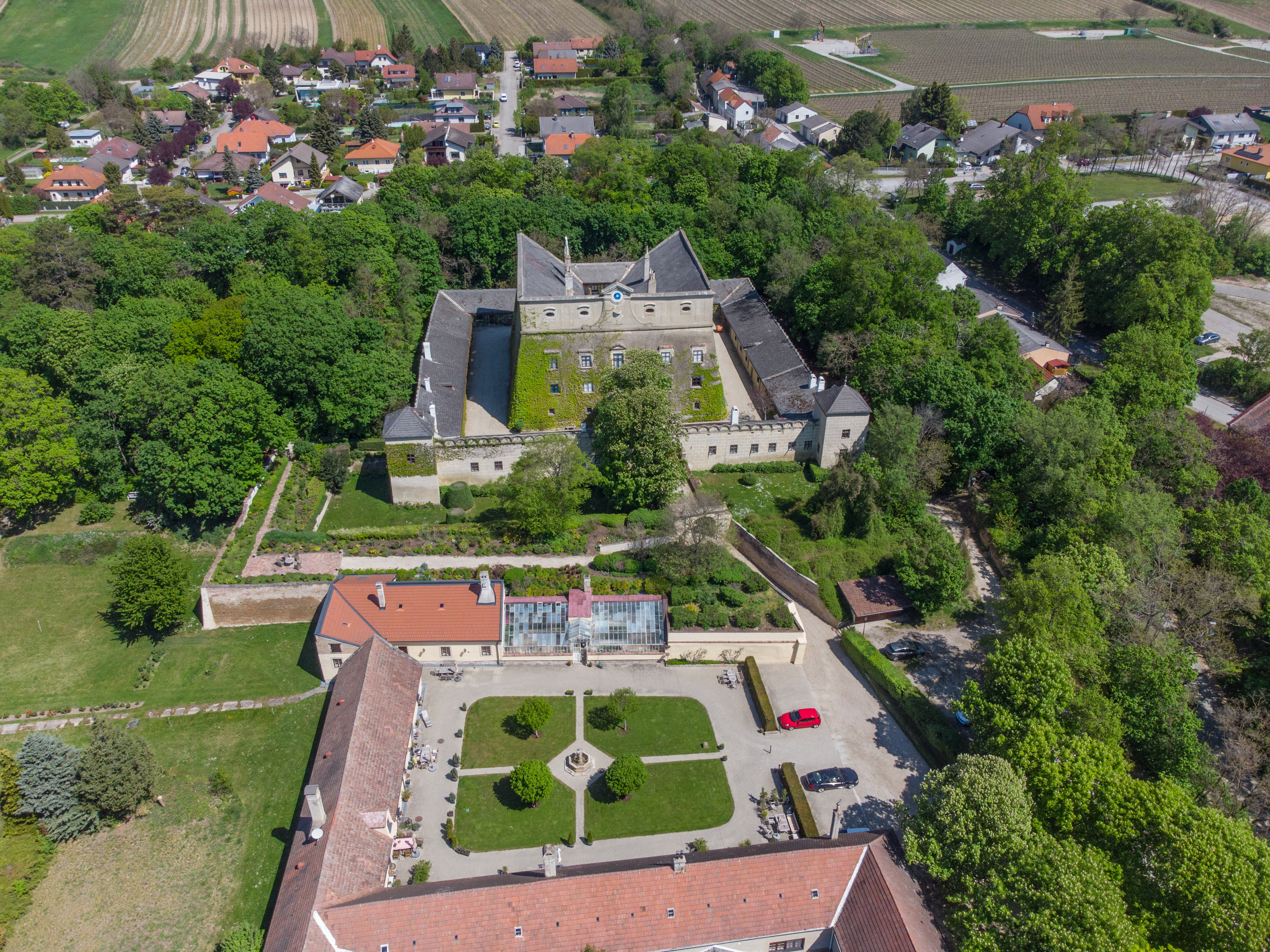
Schloss Bockfließ

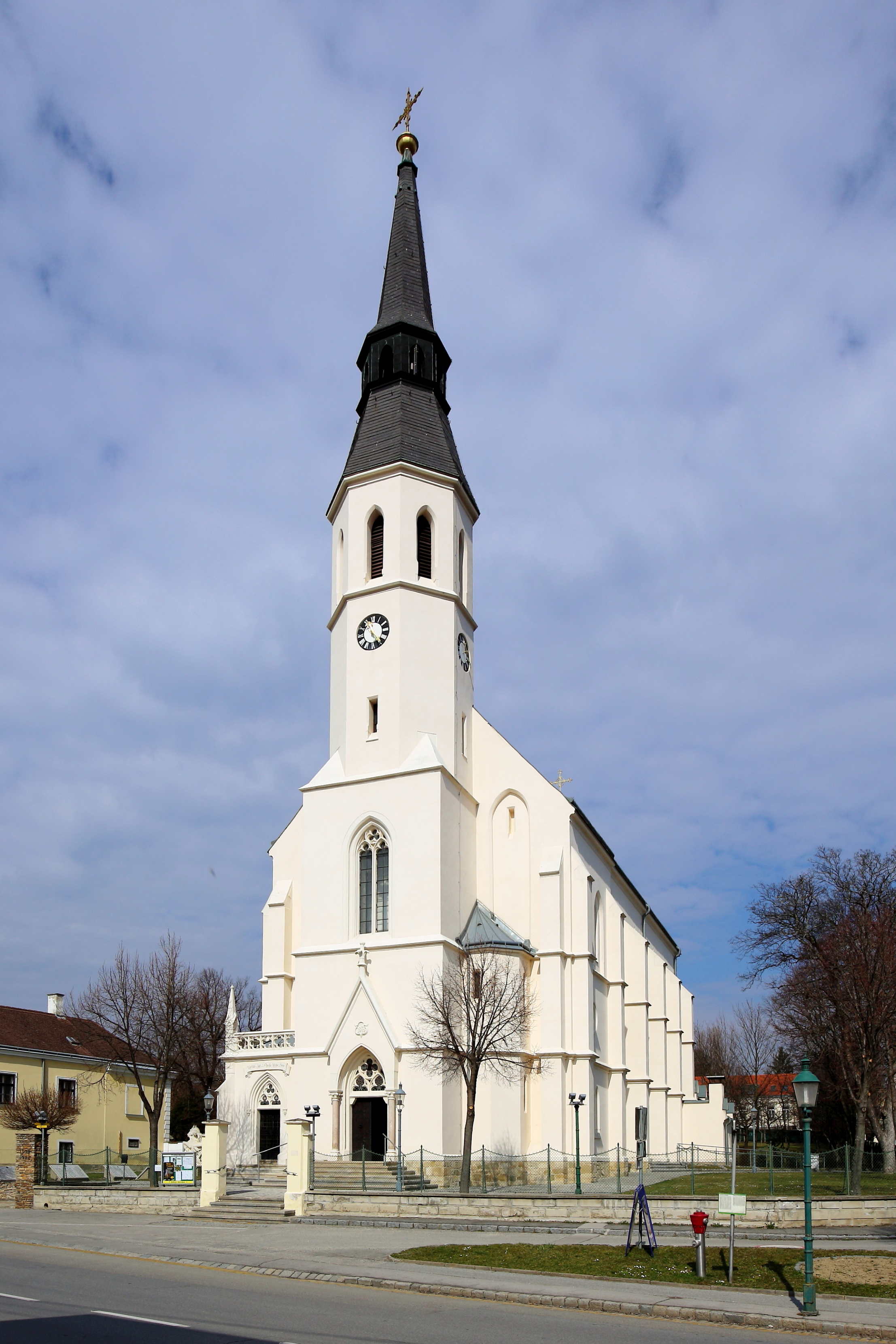
Pfarrkirche Bockfließ

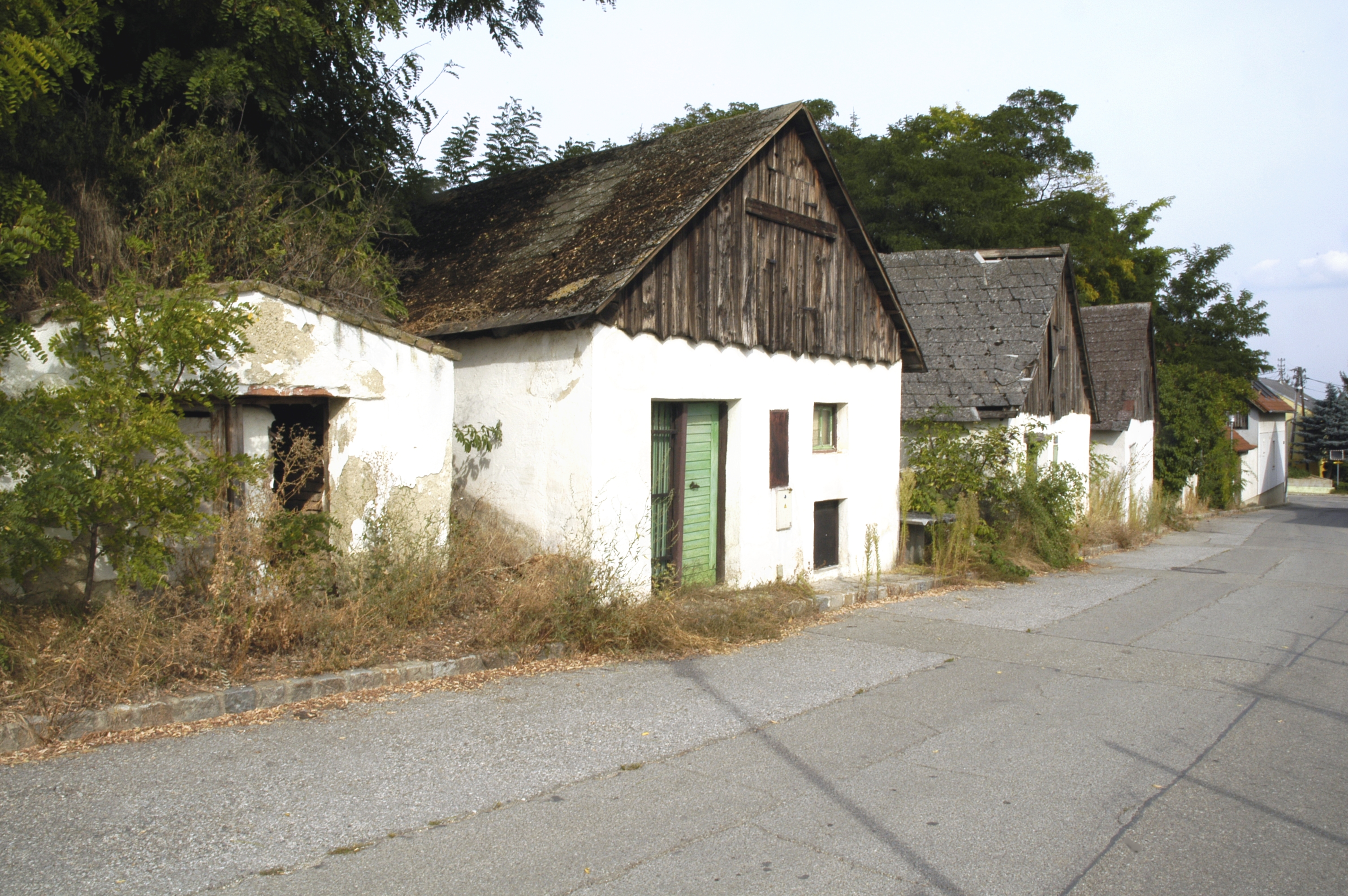
Kellergasse Wolkersdorferstraße

- Schloss Bockfließ[10] (ehemals Grafen von Abensperg und Traun, heute Familie Goëss)
- Katholische Pfarrkirche Bockfließ hl. Jakobus der Ältere: Eine in der Ortsmitte von 1874 bis 1876 in neugotischen Stil errichtete Kirche.
- Pranger mit unterirdischer Arrestzelle
- Dreifaltigkeitssäule
- Johannesstatue
- Pestsäule

## Wirtschaft und Infrastruktur
Nichtlandwirtschaftliche Arbeitsstätten gab es im Jahr 2001 47, land- und forstwirtschaftliche Betriebe nach der Erhebung 1999 zusammen 60. Die Zahl der Erwerbstätigen am Wohnort betrug nach der Volkszählung 2001 insgesamt 554. Die Erwerbsquote lag 2001 bei 44,38 Prozent.
In Bockfließ gibt es einige Weinbauern. Bekannt ist der Ort auch durch Erdölfunde. Die Pferdekopfpumpen wurden zum Wahrzeichen der Region.

### Öffentliche Einrichtungen
In Bockfließ befindet sich ein Kindergarten und eine Volksschule.

### Verkehr
Der durch Bockfließ verlaufende Teil der Stammersdorfer Lokalbahn, die eine Verbindung zur Schnellbahnlinie Mistelbach – Wien herstellte, wurde 2019 eingestellt.

## Politik

### Gemeinderat
Der Gemeinderat hat 19 Mitglieder.
| - Mit den Gemeinderatswahlen in Niederösterreich 1990 hatte der Gemeinderat folgende Verteilung: 13 ÖVP und 6 SPÖ. - Mit den Gemeinderatswahlen in Niederösterreich 1995 hatte der Gemeinderat folgende Verteilung: 10 ÖVP und 9 SPÖ. - Mit den Gemeinderatswahlen in Niederösterreich 2000 hatte der Gemeinderat folgende Verteilung: 10 ÖVP und 9 SPÖ. - Mit den Gemeinderatswahlen in Niederösterreich 2005 hatte der Gemeinderat folgende Verteilung: 9 SPÖ, 9 ÖVP und 1 Liste ProBockfließ. Bei der Wahl im Jahr 2005 erhielten die SPÖ 9, die ÖVP 8 und die Liste ProBockfließ zwei Mandate. Die Wahl wurde jedoch angefochten und muss auf Grund einer Entscheidung der Landes-Hauptwahlbehörde wiederholt werden. Bei der Wahlwiederholung erhielten die ÖVP 9, die SPÖ 9 und die Liste ProBockfließ [ProB] 1 Mandat. Nach zähen Verhandlungen wurde der Bürgermeister Herrn Summer (ÖVP) und der Vizebürgermeister Herrn Reil (SPÖ) zuerkannt. Das Zünglein an der Waage war die ProBockfließ, die für den ÖVP-Kandidaten votierte. - Mit den Gemeinderatswahlen in Niederösterreich 2010 hatte der Gemeinderat folgende Verteilung: 14 ÖVP und 5 SPÖ. - Mit den Gemeinderatswahlen in Niederösterreich 2015 hatte der Gemeinderat folgende Verteilung: 14 ÖVP und 5 SPÖ. - Mit den Gemeinderatswahlen in Niederösterreich 2020 hat der Gemeinderat folgende Verteilung: 12 ÖVP und 7 SPÖ. | Die zur Anzeige dieser Grafik verwendete Erweiterung wurde dauerhaft deaktiviert. Wir arbeiten aktuell daran, diese und weitere betroffene Grafiken auf ein neues Format umzustellen. (Mehr dazu) |

### Bürgermeister
Bürgermeister seit 1945 waren:
- 1945–1947 Thomas Buchinger
- 1947–1957 Georg Staudigl
- 1957–1961 Andreas Böckl
- 1961–1970 Martin Berthold
- 1970–1973 Franz Mayer
- 1973–1975 Franz Regner
- 1975–1995 Alfred Esberger
- 1995–2005 Ferdinand Zartl
- seit 2005 Josef Summer[21]

### Wappen
Der Gemeinde wurde 1972 folgendes Wappen verliehen:
Blasonierung: „Schräglinks geteilt von Silber und Schwarz, darin ein steigender Geißbock in verwechselten Farben, in seinem Maul eine grüne Weinranke mit Traube und Blatt.“

## Persönlichkeiten
- Johann Mayer (1858–1941), Müller, Politiker und Landeshauptmann von Niederösterreich